# Związek gmin Gullen
Związek gmin Gullen – związek gmin (niem. Gemeindeverwaltungsverband) w Niemczech, w kraju związkowym Badenia-Wirtembergia, w rejencji Tybinga, w regionie Bodensee-Oberschwaben, w powiecie Ravensburg. Siedziba związku znajduje się w miejscowości Grünkraut.  
Związek gmin zrzesza cztery gminy wiejskie:
- Bodnegg, 3 149 mieszkańców, 24,56 km²
- Grünkraut, 3 113 mieszkańców, 17,16 km²
- Schlier, 3 710 mieszkańców, 32,58 km²
- Waldburg, 3 051 mieszkańców, 22,70 km²